# Jean Laborde

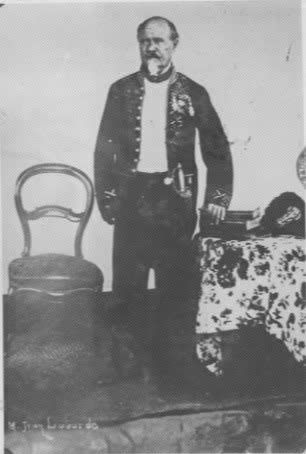
Jean Laborde

Jean Laborde (* 16. Oktober 1805 in Auch, Gascogne; † 27. Dezember 1878 auf Madagaskar) war ein französischer Abenteurer und Unternehmer, der in Madagaskar zu Reichtum und politischem Einfluss kam.

## Leben
Der Sohn eines Schmiedes reiste als etwa 20-Jähriger nach Indien, wo er es als geschickter Handwerker zu einigem Wohlstand brachte. Wahrscheinlich aus Abenteuerlust segelte er 1831 mit einem französischen Kapitän in Richtung Madagaskar, wo man auf der in der Straße von Mosambik gelegenen Insel Juan de Nova einen verborgenen Schatz heben wollte. Bei einem Schiffbruch vor der Küste Madagaskars verlor er seine gesamte Habe, konnte sich selbst jedoch an Land retten. 
Auf Initiative des auf Madagaskar ansässigen Plantagenbesitzers und Händlers Napoléon de Lastelle, der über ausgezeichnete Verbindungen zu der damals etwa 42-jährigen Königin Ranavalona I. verfügte, erhielt er einen Kontrakt über die Fertigung von Armeegewehren. Er zählte bald zu den Günstlingen des Hofes, wobei die Stimmen nie verstummten, die von einer engeren als einer nur rein geschäftlichen Verbindung zwischen der Königin und ihm wissen wollten.
Laborde baute ab etwa 1837 bei Mantasoa seinen von ihm Soatsinamampiovana benannten industrieartigen Werkstattkomplex auf, in dem die verschiedensten Güter produziert wurden, von der Kanone bis zur Handwaschseife.
1857 ließ er sich von Joseph-François Lambert zur Teilnahme an einem Komplott bewegen, das die Absetzung der alternden, mit grausamer Hand regierenden Königin zugunsten ihres Sohnes Rakotond'Radama zum Ziel hatte. Nach Aufdeckung des Putschversuches wurde er als letzter verbliebener Europäer auf der Insel des Landes verwiesen.
Nach dem Tode von Ranavalona I. kehrte er 1861 als französischer Generalkonsul nach Madagaskar zurück, wo er 1878 verstarb.
Die Chamäleon-Art Furcifer labordi wurde ihm zu Ehren benannt.